# Небиоло
Небиоло (на италиански: Nebbiolo) е стар червен винен сорт грозде, с произход от района на Пиемонт, Италия, известен още от времето на Римската империя. Името му произлиза от латинското „nobile“, т.е. благороден, но по-вероятно е името да идва от „nebbia“ (мъгла), която е често срещано явление в Пиемонт през октомври, когато е времето за прибиране на реколтата. Освен в Италия, сортът е разпространен и в САЩ, Аржентина, Мексико и Австралия.
Познат е и с наименованията: Spanna, Chiavennasca, Picotener, Pugent.
Късно зреещ сорт. Лозите имат среден растеж. Сорта е взискателен към почвените и климатични условия – най-добри резултати дава на варовикови почви върху терени с южно и югозападно изложение.
Гроздът е среден, цилиндрично-коничен, със средна плътност. Зърната са средни, закръглени, с виолетов цвят.
Вината съдържат много танини, киселини и пигменти и при дълго отлежаване в бъчви или бутилки (понякога десетилетия) вината става изключителни на вкус и аромат. Най-известните вина от Небиоло са DOCG вината „Barolo“ (задължително отлежава от 3 до 5 години) и „Barbaresco“ задължително отлежаване от 2 до 4 години). Тези вина са с голяма плътност, високо алкохолно съдържание и аромат на виолетки, къпини, малини, слива, шоколад, както и смолисти и леки землисти тонове. От Небиоло се правят и висококачествените DOC вина: „Nebiolo d’Alba“, „Langhe Nebiolo“, „Roero“, „Boca“, „Sizzano“, „Fara“, „Bramaterra“, „Lessona“ и „Carema“. От Небиоло в Италия правят и купажните вина „Gattinara“, „Ghemme“ и „Spanna“, заедно с грозде от сортовете Весполина, Кроатина и Бонарда.